# Chaupi Orco
Le Chaupi Orco est une montagne de la cordillère des Andes située à la frontière entre la Bolivie et le Pérou. C'est un sommet ultra-proéminent atteignant 6 044 mètres d'altitude. Il fait partie de la cordillère Orientale.
Il est situé dans le département de La Paz du côté bolivien, et dans le département de Puno du côté péruvien.